# 사보 카리알라주

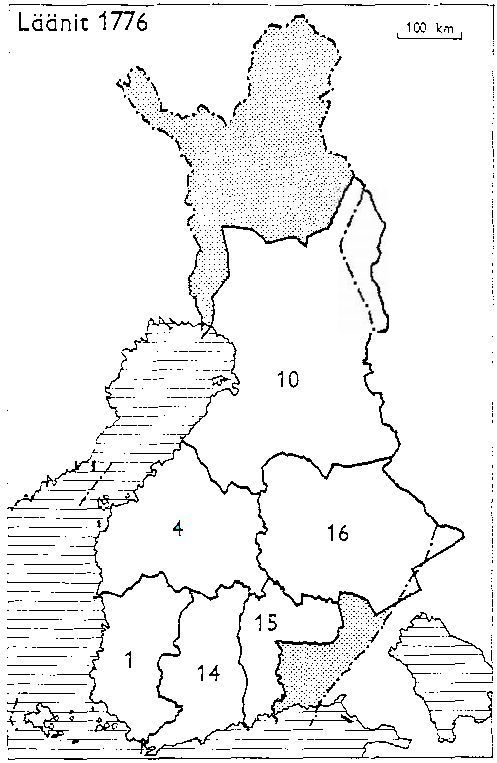
1776년 당시에 존재했던 핀란드의 주 지도 (16번이 사보 카리알라 주)

사보 카리알라 주(핀란드어: Savon ja Karjalan lääni)는 과거 핀란드에 존재했던 주로 주도는 쿠오피오이다. 스웨덴어로는 사볼락스 카렐렌 주(스웨덴어: Savolax och Karelens län)라고 부른다.
스웨덴의 지배하에 있던 1775년에 사볼락스 큄메네고르드 주가 사보 카리알라 주와 퀴멩카르타노 주로 분리되면서 신설되었다. 1809년 러시아 제국에 편입되었다. 1831년 주의 대부분 지역이 쿠오피오 주에 편입되었으며 주의 나머지 지역이 미켈리 주에 편입되면서 폐지되었다.